# ベテューヌ
ベテューヌ （Béthune）は、フランス、オー＝ド＝フランス地域圏、パ＝ド＝カレー県のコミューン。ラ・シテ・ド・ビュリダン（la Cité de Buridan、ジャン・ビュリダンのまち）という別名を持ち、2011年の地域圏文化都市に選ばれている。

## 地理

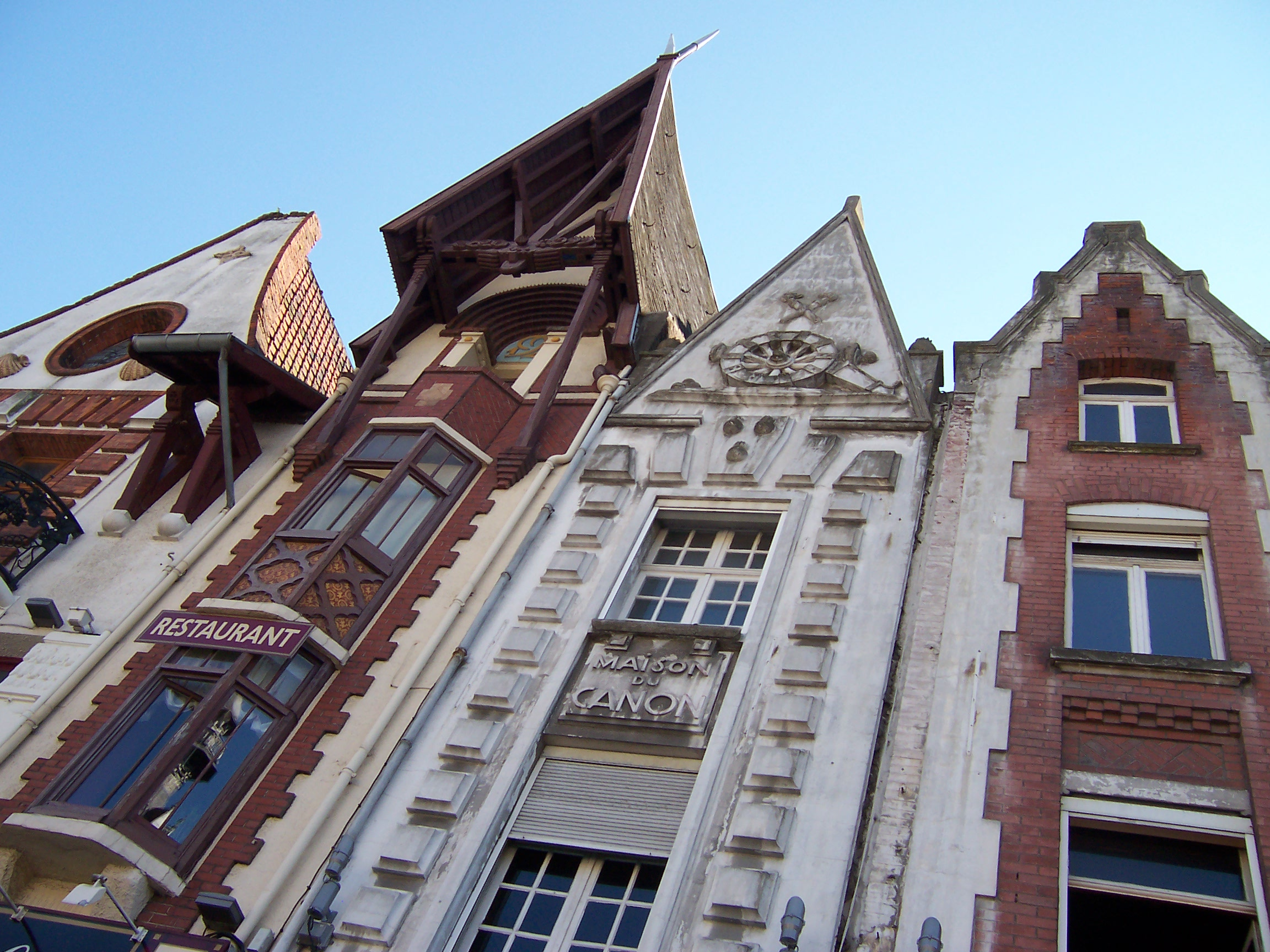
旧市街

砂岩の丘の標高42mほどの突端にコミューンはある。北の低ベテューヌ地方からリス平野（広大なフランドル平野の一部）が広がる。ベテューヌ周囲はかつて湿地であったが、徐々に園芸農業や農業で干拓されていった。

## 歴史
人の定住の記録は6世紀から7世紀にさかのぼる。8世紀にはBituniaの名が記され、1131年にはBetunと呼ばれていた。語源について確かなことは不明である。Bettumというゲルマン語の男性名から派生したのではないかという説がある。現在のつづりの一部、-thunという名はパ＝ド＝カレーでよくみられるもので、サクソン語由来（英語ではtownに相当）である。
502年頃、アラス司教ヴァーストが、ローウ川とブランシュ川、2つの川が合流する岸辺に祝福された処女マリアへ捧げる教会を建てた。
ベテューヌの荘園が初めてふれられたのは940年である。この荘園は、かつてあったアトレバテス人（ガリア・ベルギカにいたケルト人の一部族）たちの都市の北西にあった。アルヌルフ1世時代にフランドル伯領となり、14世紀までその支配を受けた。百年戦争中、執拗に武装したフランドル軍勢から攻撃されたベテューヌの人々は、許しを受けて防衛と監獄利用のため鐘楼を建設した。最初は木造であったため焼け落ちたが、1388年に砂岩で再建された。
1500年、当時ベテューヌはスペイン支配下にあり、神聖ローマ皇帝カール5世は都市の防衛を強化して聖ヴァースト教会を堅固な壁で覆った。この頃のベテューヌは、穀物輸出と織物産業で目覚ましく繁栄していた。その後フランス王国へ復帰するものの、1645年に再度スペインに攻められ降伏した（ピレネー条約でフランスへ復帰）。ヴォーバンが指揮して再度都市防衛が強化された。
1710年、オランダ率いる同盟軍がベテューヌを攻撃、3年近く包囲し続けた。

## 人物
出身者
- コラン・ダグバ：サッカー選手
- アントワーヌ・ビュノワ：作曲家
- ジャン・ビュリダン：司祭
- コノン・ド・ベテュヌ：吟遊詩人
- ピエール・ド・マンシクール：作曲家
- ブノワ・ジョゼフ・ポレ：作曲家
- ジャン・リュック・ロメロ：政治家

ゆかりのある人物
- ロベール＝フランソワ・ダミアン：ルイ15世暗殺未遂で八つ裂きの刑を受けた人物
- トーマス・クレキヨン：作曲家

## 交通
- 道路 - A26
- 鉄道 - ベテューヌ駅。TGVでパリ北駅からダンケルク行きまたはサン＝トメール行き。TERノール＝パ＝ド＝カレー線

## 姉妹都市
- シュヴェルト、ドイツ
- ヘイスティングス、イギリス